# На Їрасковій
Стадіон на Їрасковій вулиці (чеськ. Stadion v Jiráskově ulici) — футбольний стадіон у Їглаві, Чехія, домашня арена ФК «Височина».
Стадіон побудований та відкритий 1955 року. У 1970–1975, 2005–2006 роках розширювався, у 2002, 2012 роках — реконструйований. Потужність становить 4 500 глядачів.